# Arnold Bloemarts
Arnold Jacob Hubert Joseph Bloemarts (Weert, 26 juli 1780 - Roermond, 26 maart 1845) was een Nederlandse burgemeester. 

## Leven en werk
Bloemarts werd in de Limburgse plaats Weert geboren als zoon van Godfried Bloemarts en Johanna Sijben. Hij verhuisde naar  Venlo waar hij, tot hij in 1806 werd benoemd tot maire, notaris was. Van 1806 tot 1830 was hij - met een onderbreking van vier jaar van 1820 tot 1824 - maire respectievelijk burgemeester van Venlo. In 1830 kwam abrupt een einde aan zijn burgemeesterschap omdat hij, vanwege zijn Oranjegezindheid, de komst van de Belgische troepen niet vertrouwde en het hazenpad koos.
Bloemarts was niet alleen een lokale bestuurder, maar vervulde ook diverse politieke rollen op provinciaal niveau. Van 1816 tot 1835 was hij lid van Provinciale Staten van Limburg. De Historische encyclopedie Venlo vermeldt dat hij van 1831 tot 1841 lid van de provinciale raad van Limburg, ""een soort bestuur van Limburg in ballingschap", geweest zou zijn. Van 1841 tot zijn overlijden in 1845 was hij lid van zowel Provinciale als van Gedeputeerde Staten van Limburg.
Bloemarts was getrouwd met Alouisa Phillippina Petronella Josephina Lebrun. Hij overleed op 64-jarige leeftijd in Roermond. In Venlo is de Burgemeester Bloemartsstraat naar hem genoemd.